# Kolbuszowa (stacja kolejowa)
Artykuł ten został zgłoszony do umieszczenia na stronie głównej w rubryce „Czy wiesz”.
Pomóż nam go sprawdzić: oceń zgłoszoną nominację.
Kolbuszowa – stacja kolejowa w Kolbuszowej, w województwie podkarpackim, w Polsce. 

## Ruch pasażerski
| Rok  | Wymiana pasażerska na dobę |
| ---- | -------------------------- |
| 2017 | 100–149                    |
| 2022 | 500–609                    |

## Historia

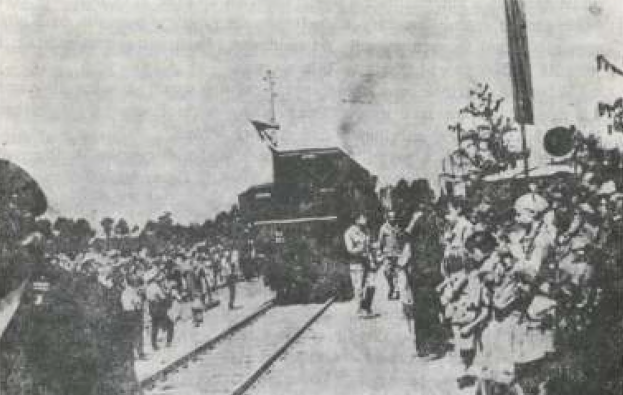
Wjazd pierwszego pociągu na stację w Kolbuszowej (7 czerwca 1964)

Budowa stacji kolejowej w Kolbuszowej była częścią realizacji linii kolejowej z Rzeszowa do Dęby Rozalin. Prace rozpoczęto w 1957 roku. Pierwszy odcinek trasy, z Rzeszowa do Głogowa Małopolskiego, oddano do użytku 22 lipca 1960 roku, a fragment prowadzący do Kolbuszowej – 7 czerwca 1964 roku.
W 1970 roku wznowiono prace nad dalszym przedłużeniem linii w kierunku Dęby Rozalin, które zakończono oficjalnie 27 listopada 1971 roku.
W latach 1973–1992 przez stację w Kolbuszowej kursowały pociągi dalekobieżne. 3 kwietnia 2000 roku zawieszono ruch pasażerski, a od czerwca 2001 roku przez stację przestały przejeżdżać także pociągi towarowe
W 2007 roku wznowiono połączenia pasażerskie na odcinku Rzeszów–Kolbuszowa, które w 2009 wydłużono do Tarnobrzega.
9 czerwca 2009 roku została przekazana do eksploatacji zmodernizowana i przebudowana stacja. W ramach inwestycji m.in. przebudowano układ torowy stacji, wybudowano peron wyspowy oraz przejście podziemne z platformami dla osób z niepełnosprawnościami. Przedsięwzięcie o wartości 24 559,6 tys. zł zostało zrealizowane przez Przedsiębiorstwo Robót Komunikacyjnych w Krakowie S.A., na podstawie projektu wykonanego przez Movares Polska Sp. z o.o.
16 listopada 2018 PKP PLK podpisały z PKP Energetyką umowę na elektryfikację linii kolejowej przebiegającej przez stację. Prace nad elektryfikacją rozpoczęły się we wrześniu 2019 i zostały zakończone w styczniu 2021 roku. 
3 stycznia 2022 roku w ramach Podkarpackiej Kolei Aglomeracyjnej uruchomiono 26 par połączeń aglomeracyjnych między Rzeszowem Głównym a Kolbuszową. 

## Infrastruktura

### Dworzec
Budynek dworca wzniesiono w latach 1971–1973 jako stację kolejowo-autobusową. W 2017 roku budynek został przejęty od Polskich Kolei Państwowych przez gminę Kolbuszowa. 1 września 2020 roku rozpoczęto przebudowę dworca. Przebudowany dworzec oddano do użytku 11 maja 2022 roku.
W budynku dworca znajdują się: poczekalnia, toalety, pokój dla matki z dzieckiem oraz kącik zabaw dla dzieci. Mieszczą się w nim również: lokal gastronomiczny, biuro usług turystycznych, świetlica z punktem bibliotecznym oraz punkt usługowy prowadzony przez Zakład Aktywności Zawodowej „Centrum Natura” Caritas.
Dworzec pełni także funkcję siedziby Straży Miejskiej oraz działu świadczeń rodzinnych i funduszu alimentacyjnego Miejsko-Gminnego Ośrodka Pomocy Społecznej. Ponadto w obiekcie znajdują się pomieszczenia przeznaczone dla organizacji pozarządowych.

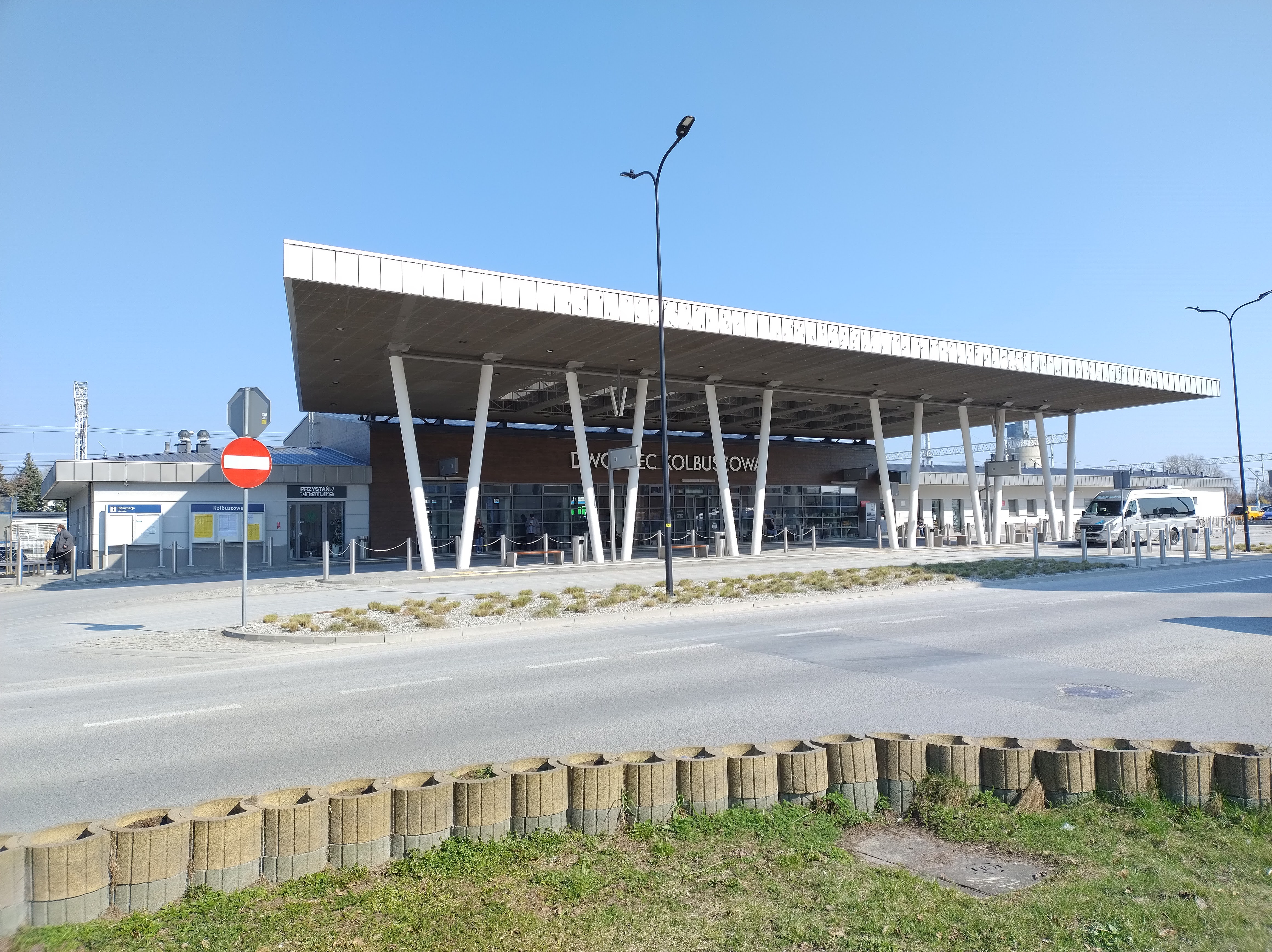
Dworzec (2025)
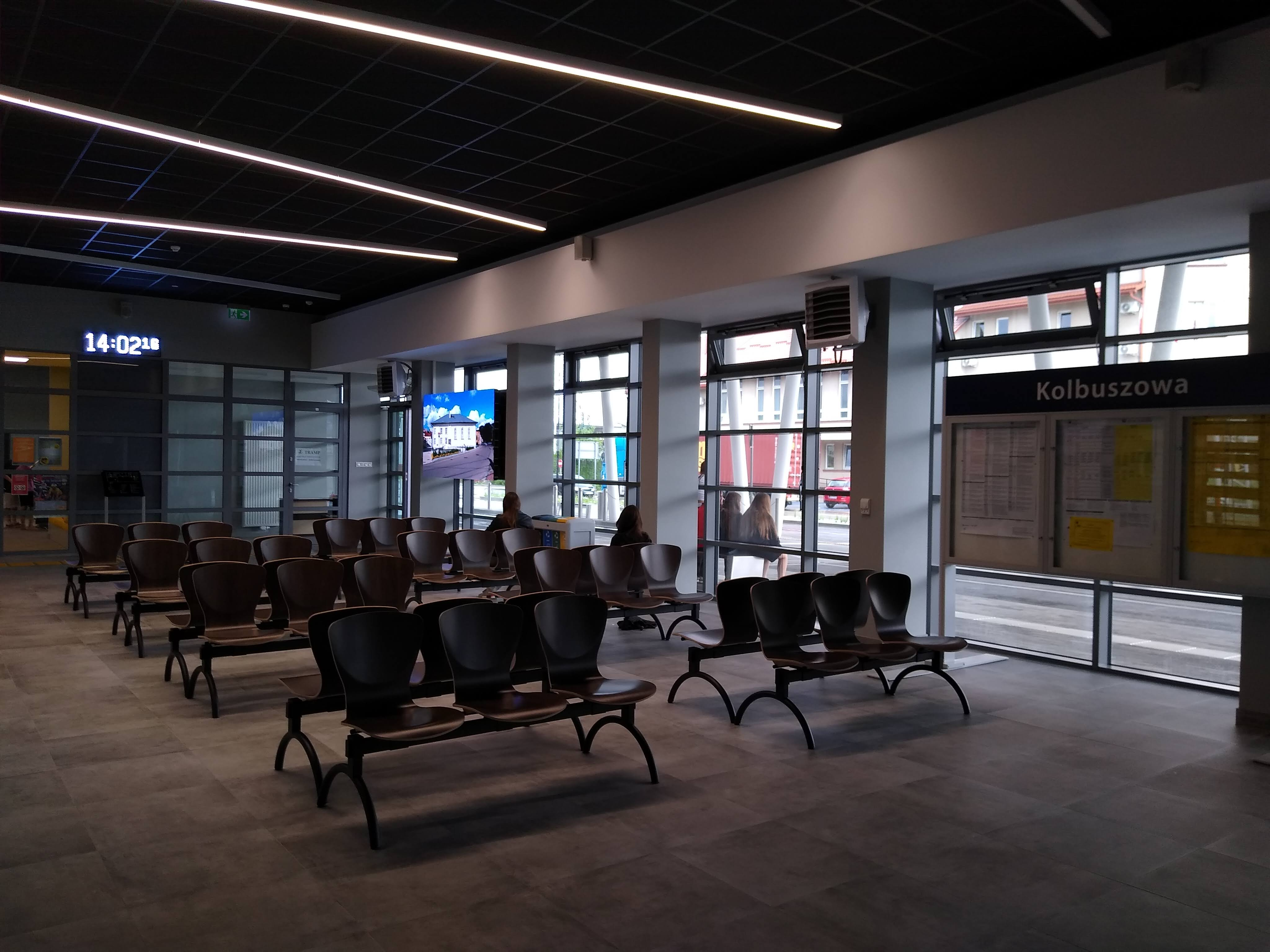
Poczekalnia dworcowa (2022)
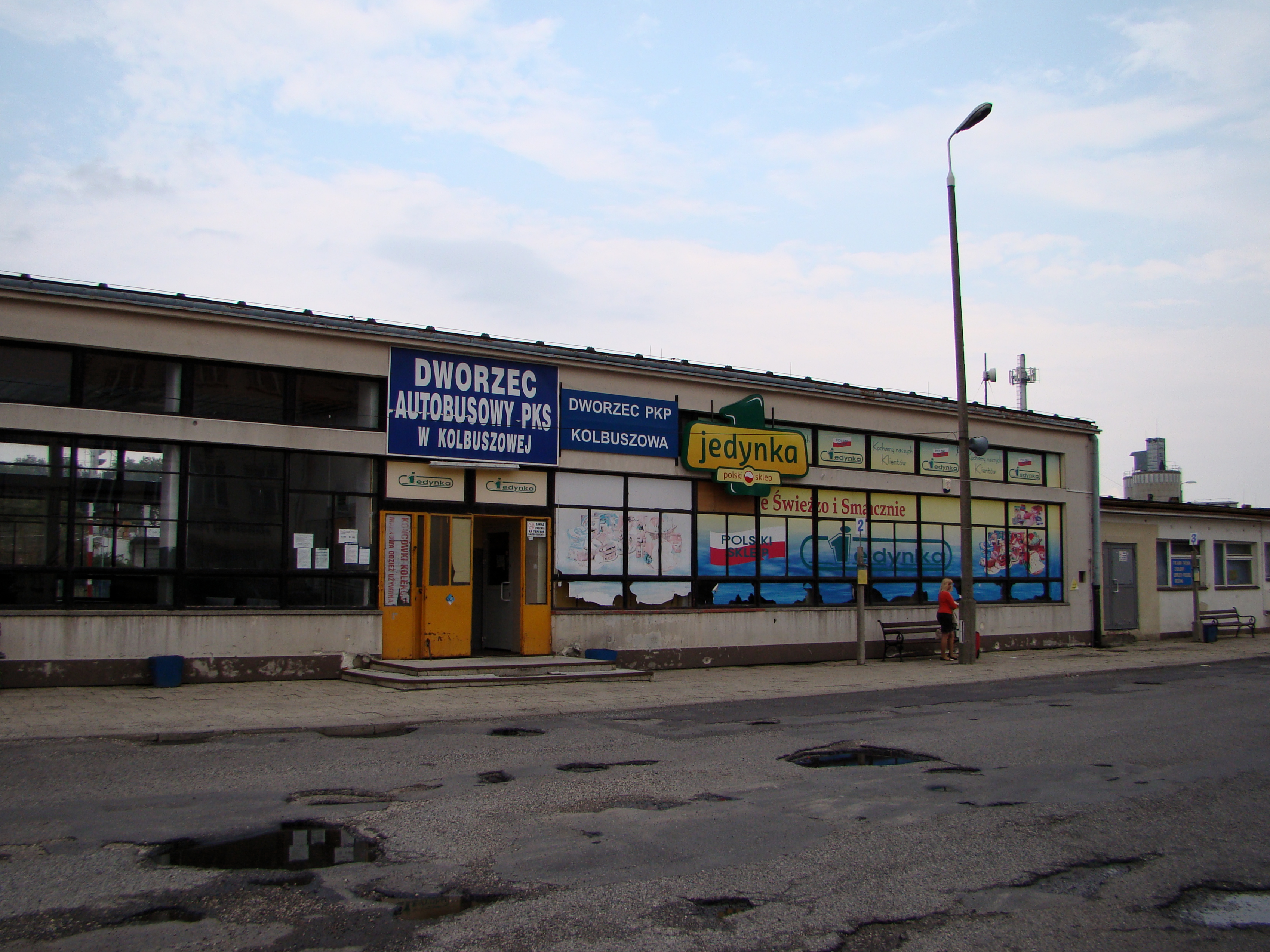
Dworzec przed modernizacją (2013)
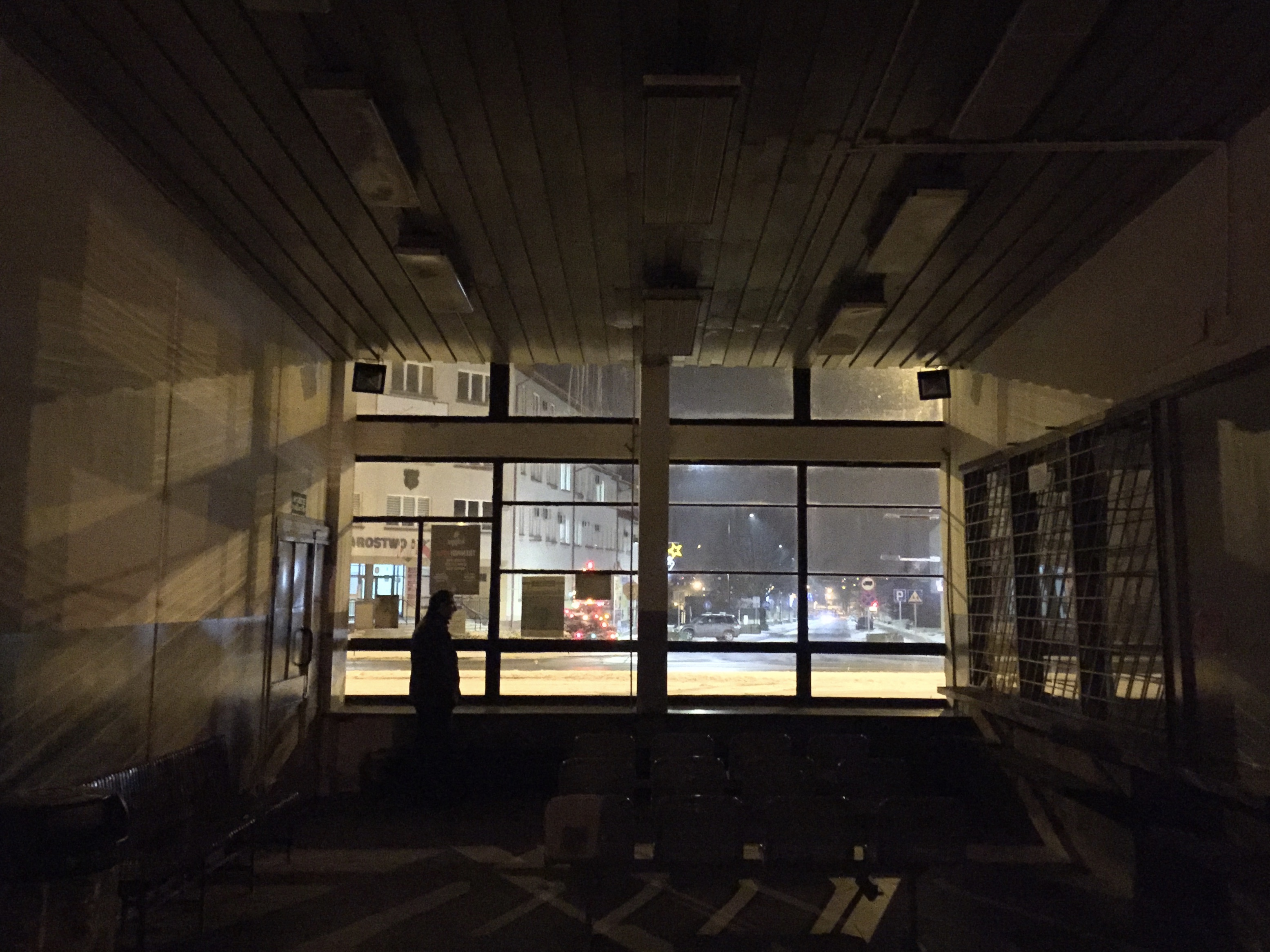
Poczekalnia dworcowa przed modernizacją (2018)

### Perony
Peron 1 jest peronem wyspowym, dwukrawędziowym, o nawierzchni utwardzonej z kostki brukowej i płyt betonowych. Ma długość 400 m, szerokość 9,55 m i wysokość 55 cm. Peron wyposażony jest w sześć wiat siedziskowych, prowadzi do niego dojście przez przejście podziemne.
Peron 2 jest peronem jednokrawędziowym o długości 150 m i wysokości 76 cm.

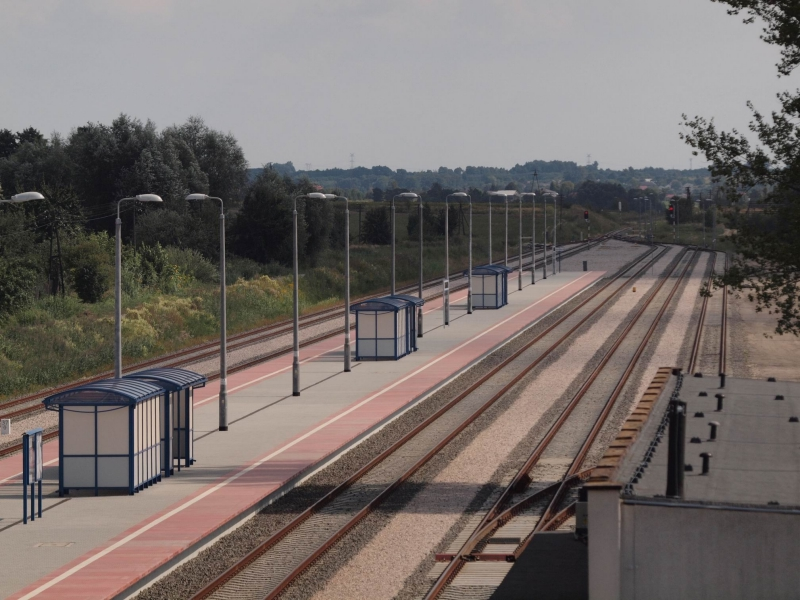
Stacja przed elektryfikacją (2009)
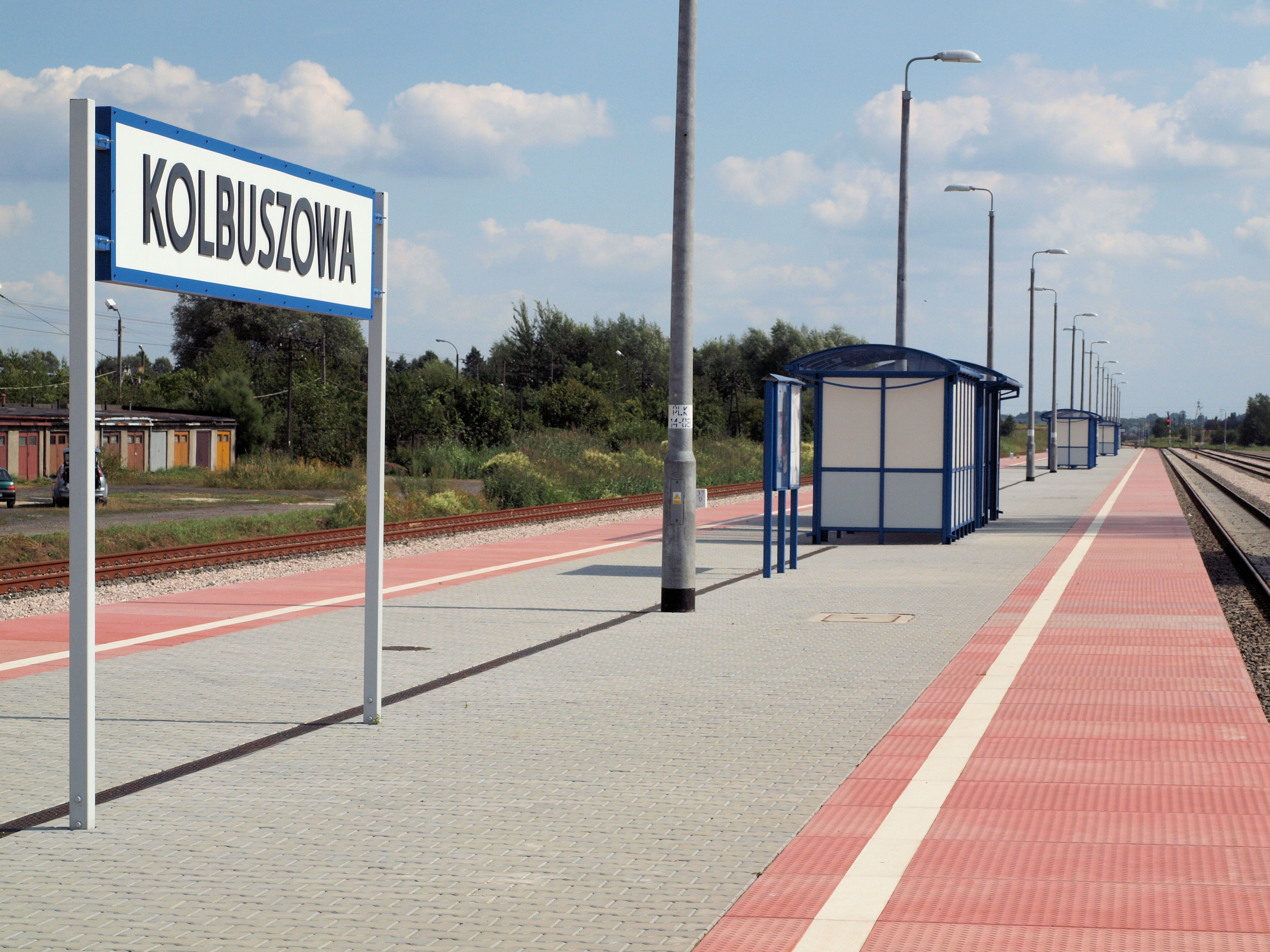
Peron 1
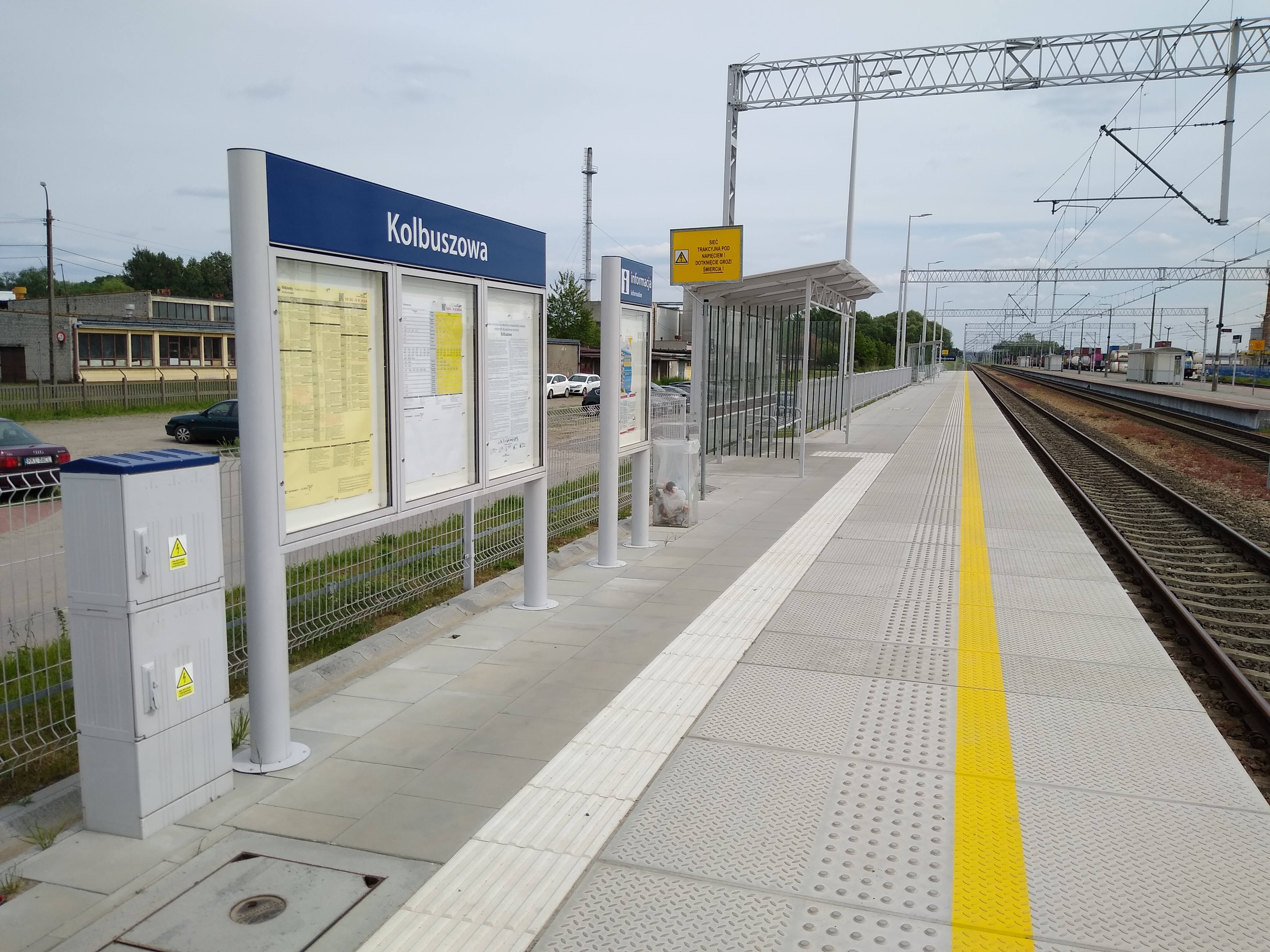
Peron 2
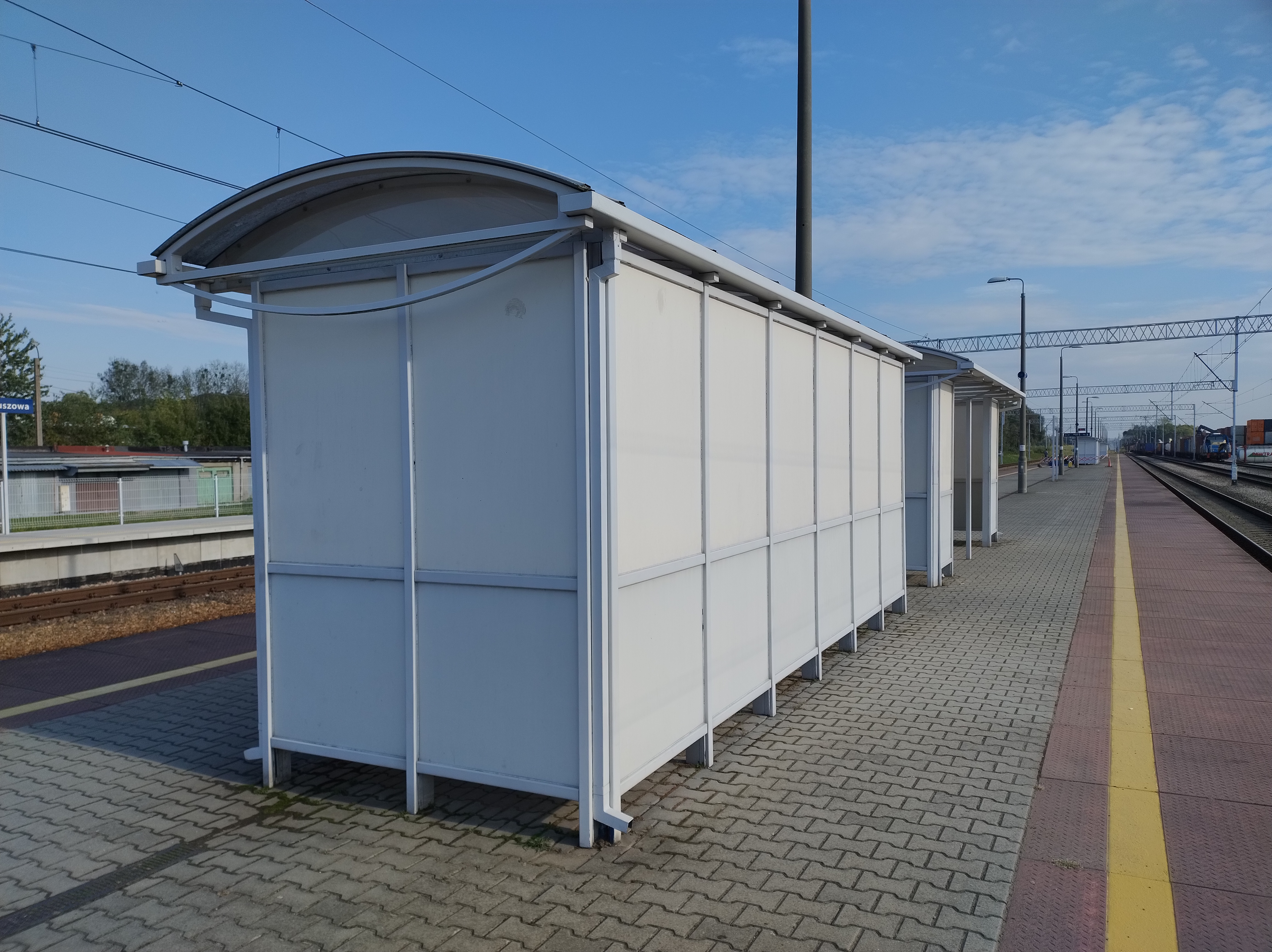
Wiata peronowa

### Terminal kontenerowy
W 2016 roku spółka PCC Intermodal uruchomiła na terenie stacji terminal kontenerowy. Obiekt o powierzchni 10 000 m² umożliwia przeładunek do 60 000 TEU rocznie.

## Nagrody
Modernizacja stacji uzyskała III Nagrodę w Konkursie Budowa Roku 2009 organizowanym przez Polski Związek Inżynierów i Techników Budownictwa.
W 2023 roku przebudowa dworca w Kolbuszowej otrzymała tytuł „Inwestycja Roku” w konkursie Podkarpacka Nagroda Samorządowa organizowanym przez Podkarpackie Stowarzyszenie Samorządów Terytorialnych oraz Centrum Promocji Biznesu.